# 스레드 (소셜 네트워크)
스레드(영어: Threads)는 미국 기업 메타 플랫폼스가 소유한 소셜 네트워크 서비스 및 마이크로블로그 서비스이다. 사용자 간에 '스레드'이라는 형태의 메시지로 상호작용하는 방식을 취한다. 기능 상당 부분이 트위터와 유사하다는 점에서 '메타 버전 트위터'라고도 여겨진다. 인스타그램 계정 연동을 기반으로 하므로, 서비스 사용을 위해선 인스타그램 가입이 필요하다.

## 같이 보기
- 소셜 네트워크 웹사이트 목록